# Hadley Robinson
Hadley Robinson (* 1994 oder 1995) ist eine US-amerikanische Schauspielerin.

## Leben
Ihre Schauspielausbildung erhielt sie an der Juilliard School.
2019 wirkte sie in einer Folge der Mini-Serie Fosse/Verdon mit Sam Rockwell und Michelle Williams in den Titelrollen mit, im selben Jahr war sie in Little Women von Greta Gerwig als Sallie Gardiner Moffat zu sehen. Im Folgejahr verkörperte sie in der Romanverfilmung I’m Thinking of Ending Things mit Jessie Buckley die Rolle der Laurey. Im Coming-of-Age-Film Moxie. Zeit, zurückzuschlagen spielte sie 2021 unter der Regie von Amy Poehler die Hauptrolle der Vivian Carter.
Im Mysteryfilm Der denkwürdige Fall des Mr Poe von Scott Cooper war sie 2022 als Mattie zu sehen. In der HBO-Serie Winning Time: Aufstieg der Lakers-Dynastie gehörte sie 2022/23 als Jeanie Buss zur Hauptbesetzung.  Die Produktion wurde im Rahmen der Satellite Awards 2022 in der Kategorie Fernsehen/Bestes Ensemble ausgezeichnet. Im Horrorfilm Appendage (2023) von Anna Zlokovic übernahm sie die Hauptrolle der Modedesignerin Hannah. In der Ende 2023 veröffentlichten romantischen Komödie Wo die Lüge hinfällt von Will Gluck spielte sie die Rolle der Halle.
In den deutschsprachigen Fassungen wurde sie unter anderem von Melinda Rachfahl in Der denkwürdige Fall des Mr Poe, Winning Time: Aufstieg der Lakers-Dynastie und Utopia, von Alina Freund in Appendage, von Lana Finn Marti in Moxie. Zeit, zurückzuschlagen, von Nina Witt in I’m Thinking of Ending Things sowie von Lena Schmidtke in Little Women synchronisiert.

## Filmografie (Auswahl)
- 2014: Burning (Kurzfilm)
- 2014: Violets Are Blue (Kurzfilm)
- 2019: Fosse/Verdon – Providence (Mini-Serie)
- 2019: Little Women
- 2019: Look At Me (Kurzfilm)
- 2020: I’m Thinking of Ending Things
- 2020: Utopia (Fernsehserie)
- 2021: Moxie. Zeit, zurückzuschlagen (Moxie)
- 2022: Der denkwürdige Fall des Mr Poe (The Pale Blue Eye)
- 2023: Appendage
- 2022–2023: Winning Time: Aufstieg der Lakers-Dynastie (Winning Time: The Rise of the Lakers Dynasty, Fernsehserie)
- 2023: The Boys in the Boat
- 2023: Wo die Lüge hinfällt (Anyone but You)
- 2025: Mountainhead